# خیار شکم پر

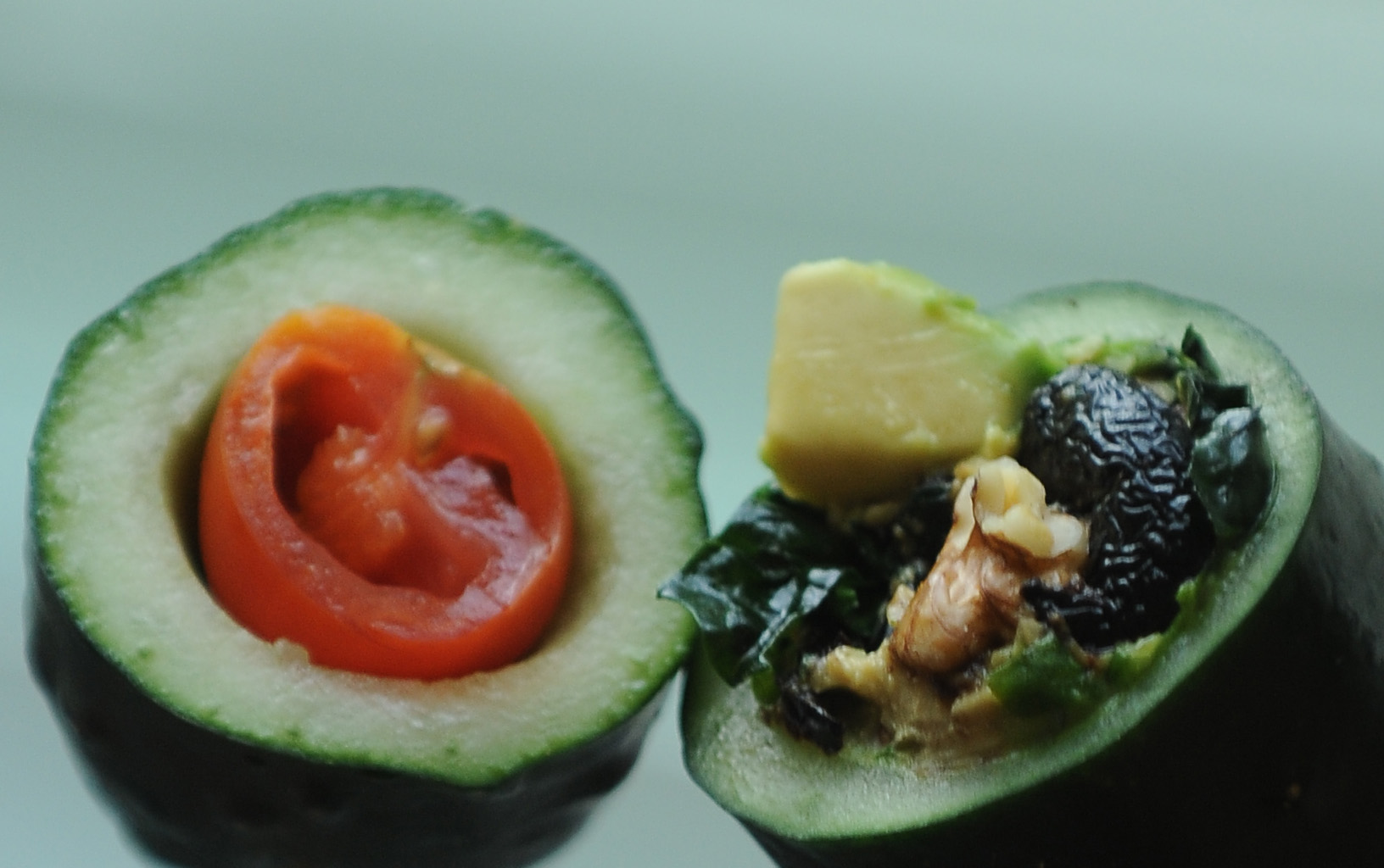
یک عدد خیار شکم پر

خیار شکم پر ماده ای است که در غذاهای مختلف در سراسر جهان یافت می‌شود. برخی از غذاهای خیار شکم پر، مانند oi sobaegi کره ای، از خیارهای کنسرو شده استفاده می‌کنند، در حالی که برخی دیگر، مانند دستور پخت‌های آمریکایی، از خیار تازه استفاده می‌کنند. موادی که برای پر کردن خیار استفاده می‌شود، در آشپزی کشورهای مختلف بسیار متفاوت است.
بسیاری از غذاهای مختلف شامل خیار شکم پر وجود دارد. در غذاهای کره ای، اوی سوباگی کیمچی است که از خیار شکم پر از پیاز، میگو، زنجبیل، سیر و چیلی درست می‌شود. در نوشهیر ترکیه، خیارهای رسیده را در آفتاب خشک می‌کنند، سپس با بلغور چاشنی شوید، نعناع، رب گوجه فرنگی و پیاز پر می‌کنند.
کتاب‌های آشپزی آمریکایی از اوایل قرن بیستم، پر کردن‌های مختلفی را برای خیار شکم‌پر توصیف کرده‌اند، از جمله سس فرانسوی، سس مایونز، گوجه‌فرنگی، گردو، کرفس، پیاز و خرچنگ. پس از سوراخ شدن با یک ابزار تخصصی، مواد پرکردنی به داخل خیار وارد می‌شود. برخی از نسخه‌ها و قبل از سرو کامل نان و سرخ شده، یا برش داده شده تا به عنوان چاشنی غذای دیگری سرو شود. برخی دیگر خورش یا پخته شده در آبگوشت. در نمایشگاه‌های ایالتی ایالات متحده در دهه ۲۰۱۰، خیارهای شکم پر به عنوان «جایگزین سالم‌تر» برای غذاهای منصفانه سرخ شده یا شکلاتی به بازار عرضه شدند.